# Heidenheimer SB
Der Heidenheimer Sportbund, kurz HSB, ist ein 1846 gegründeter Mehrspartensportverein aus dem württembergischen Heidenheim an der Brenz mit 4260 Mitgliedern (Stand: Mai 2019), der im Jugend-, Breiten- und Spitzensport aktiv ist. Der Verein gründete sich nach Aufhebung der Turnsperre wie viele weitere Vereine in den 1840er-Jahren. Nach sozial bedingten Ausgliederungstendenzen hatte Heidenheim im Jahr 1904 drei Turnvereine. In den 1920er-Jahren schlossen sich Leichtathleten, Schwimmer, Faustballer und Handballer den Turnern an. Durch die Fusion zwischen TSB (mit den damals existierenden Abteilungen Basketball, Boxen, Budo, Fechten, Gymnastik, Handball, Leichtathletik, Tischtennis, Turnen und Volleyball) und VfL Heidenheim (mit Badminton, Fußball, Hockey, Prellball und Tischtennis) entstand am 27. Mai 1972 der heutige Heidenheimer Sportbund 1846 e. V. Die Fechter und Baseballer betreiben Landesleistungszentren und regionale Spitzensportzentren in Baden-Württemberg. Baseballer und Gerätturnerinnen starten in der Bundesliga. Bekannte Sportler sind der zweifache Degen-Olympiasieger Arnd Schmitt, die mehrfachen Olympiateilnehmer Paul Gnaier, Franz Rompza, Imke Duplitzer (alle Degenfechten) und Birgit Beyer (Hockey) sowie die Mannschafts-Weltmeister Christel Behr im Hockey, Joseph Szepesi, Sabine Krapf  und Monika Ritz im Degen- sowie Ralf Bißdorf im Florettfechten. Der HSB ist Ausrichter internationaler Veranstaltungen im Degenfechten wie dem Heidenheimer Pokal (seit 1953) und dem Coupe d’Europe (seit 1960) und führte Leichtathletik- und Box-Länderkämpfe, Länderspiele im Basketball (1972) und Hockey (1982 und 1986) sowie Europameisterschaften im Baseball (2010) und in der Athletik (2015) durch.

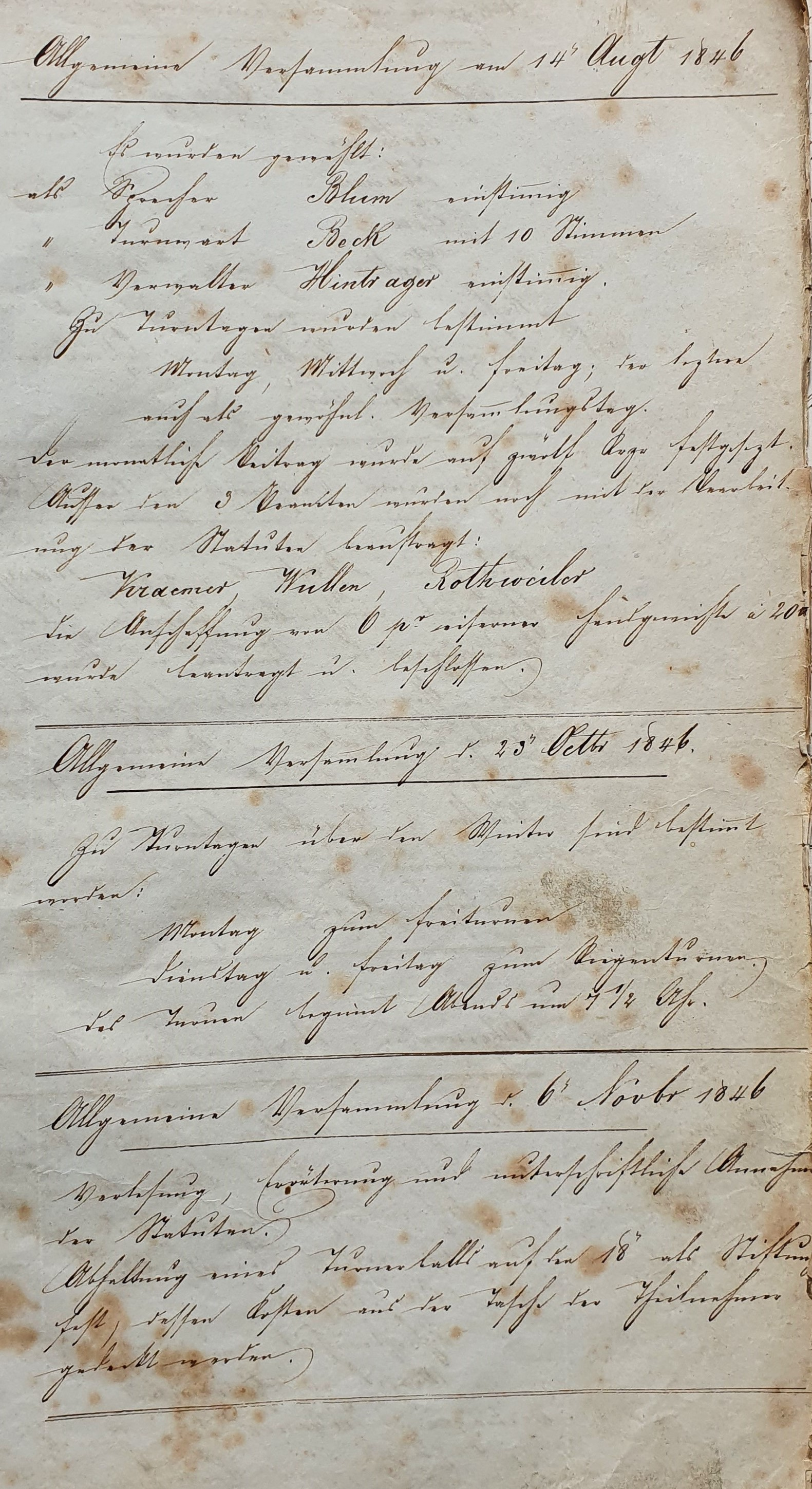
Gründungsprotokoll des heutigen Heidenheimer SB vom 14. August 1846

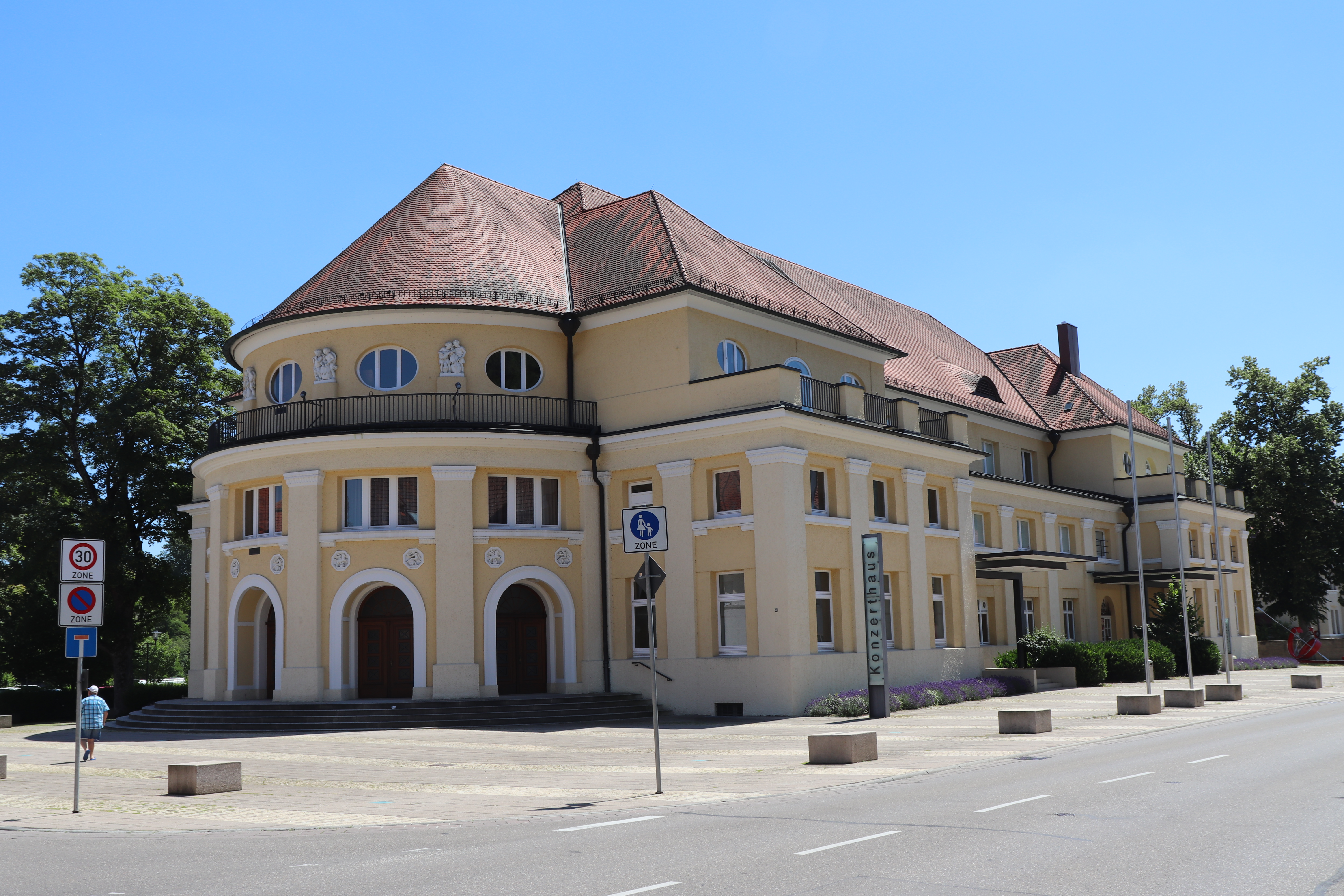
Das Konzerthaus Heidenheim war bis zur Einweihung der Karl-Rau-Halle 1960 Austragungsort des Heidenheimer Pokals im Degenfechten

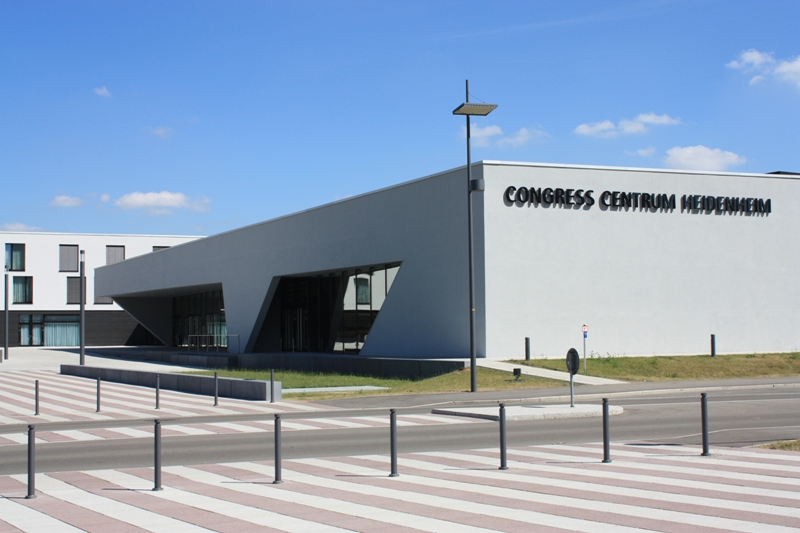
Das Congress Centrum Heidenheim ist seit 2011 Austragungsort der Heidenheimer Fechtertage

Heimspielstätte der Baseballer ist der HellensteinEnergie-Ballpark. Im Congress Centrum Heidenheim finden die Heidenheimer Fechtertage statt.

## Geschichte

Stammbaum des Heidenheimer SB, Erste Vorsitzende finden sich hier

### Gründerjahre als Turnverein (1846–1899)
Der Verein gründete sich nach Aufhebung der Turnsperre im Jahre 1842 wie viele weitere Vereine im damaligen Königreich Württemberg am 14. August 1846 als Turngemeinde Heidenheim. Die damaligen Statuten, angelehnt an Friedrich Wilhelm Klumpp, sahen Geldbußen bei unentschuldigtem Fehlen vor – bei Wiederholung Vereinsausschluss. Unter Turnen verstand man Leibesübungen mit und ohne Geräte inklusive Fechten. Das vom ersten Vorsitzenden so genannte „geistige Turnen“ mit Vorträgen und Erzählungen spielte zur Stärkung des Gemeinschaftsgefühls eine wichtige Rolle. Bereits ein Jahr vor Gründung des Schwäbischen Turnerbunds am 1. Mai 1848 wurde ein Zusammenschluss mit acht benachbarten Turngemeinden beschlossen. Das revolutionäre Geschehen, das sich zwischen März 1848 und Juli 1849 im Deutschen Bund ereignete, hatte auch Auswirkungen auf die Turngemeinden, von denen sich Teile in Bürgerwehren an bewaffneten Auseinandersetzungen beteiligten. Die einsetzende Verfolgung der Turner und Auswanderung infolge schlechter Ernten führten am 19. April 1852 zur Auflösung der Turngemeinde. Ein Großteil der Ehemaligen traf sich am 30. März 1862 zur Wiedergründung. Die Entwicklung wurde wiederholt durch Konflikte wie der Deutsche Krieg 1866 gestört, während dessen es in Heidenheim zu einer Vereinigung von Jugendwehr und Turngemeinde kam. Nach einem Jahr erfolgte die Trennung der Turngemeinde von der Wehr.
1872 erfolgte die Umbenennung in Turnverein Heidenheim. Fabrikant und Vereinsvorstand Albert Hartmann trieb ab 1880 die Planung und den Bau der ersten Turnhalle voran. Am 26. April 1892 wurde die Vorturnerschaft des Vereins wieder ins Leben gerufen. Sie entwickelte sich zum Kern des Turnvereins. Vorturner konnte nur derjenige werden, der vor strengen Richtern erfolgreich Prüfungen absolvierte.

### Ausgliederungstendenzen und drei Turnvereine (1900–1919)
Die Jahre von 1900 bis zum Beginn des Ersten Weltkriegs erhöhten durch den allgemeinen Aufschwung den Lebensstandard der Bevölkerung und schufen ein neues Selbstbewusstsein. Allerdings gab es innerhalb des Vereins Auseinandersetzungen in Bezug auf die Ideologie und die soziale Struktur. Dies führte dazu, dass Kaufleute, Offiziere und höhere königlich württembergische Beamte im Turnverein Heidenheim verblieben und die Handwerker, Gesellen, Angestellten sowie die niedrigen Soldatendienstgrade sich anders orientierten.
Ringer, Boxer, Gewichtheber, Leichtathleten und die Rundgewichtsriege des Turnvereins Heidenheim gründeten im Frühjahr 1900 den AthletenClub Hellenstein.

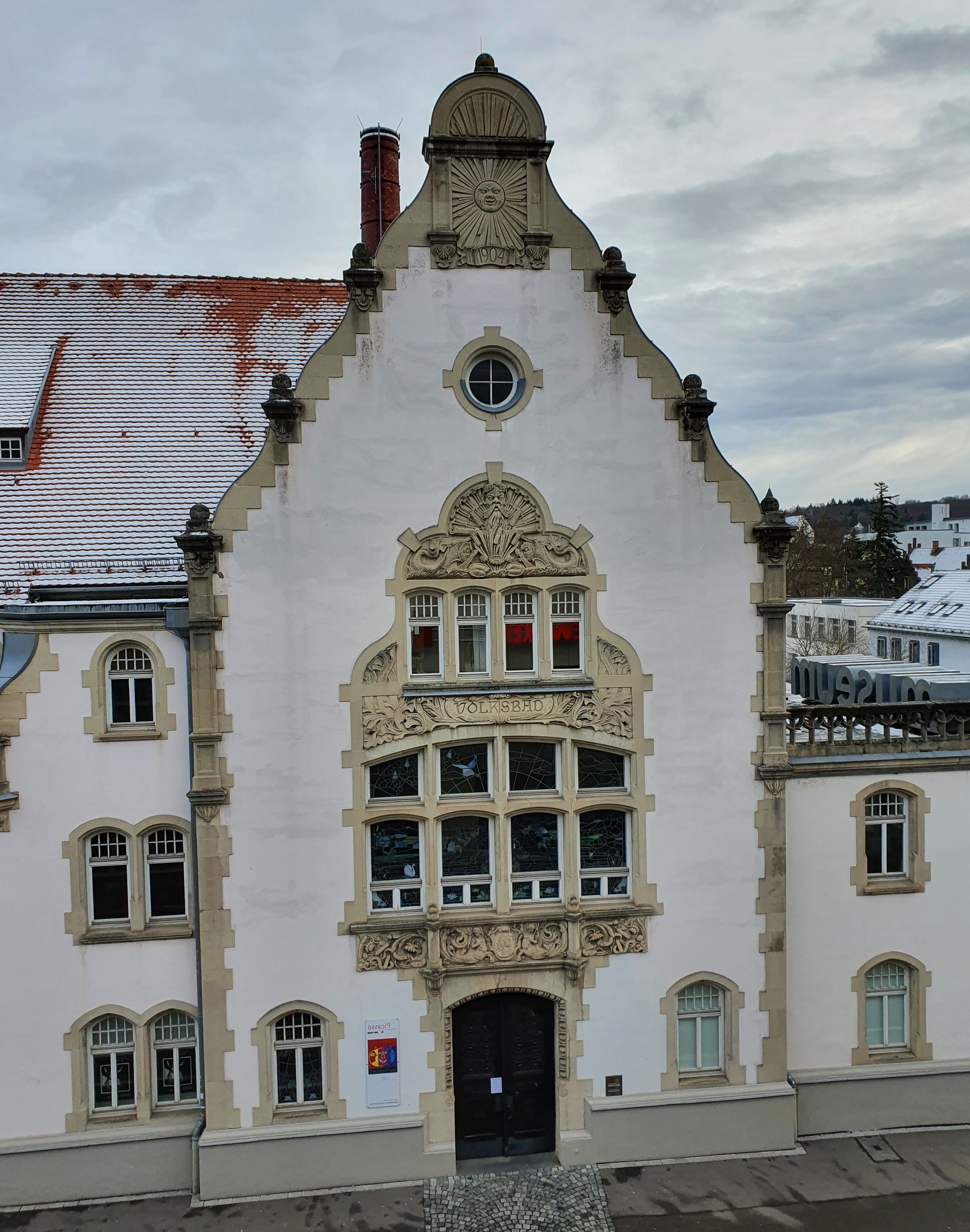
Frontansicht des 1904 gegründeten Volksbads in Heidenheim, heute Kunstmuseum (2020)

Die Mitgliederversammlung des Turnvereins Heidenheim beschloss am 18. März 1903 nach mehreren Anläufen, das Damenturnen in den Übungsplan des Vereins aufzunehmen. Auf dem Gauturntag am 26. Februar 1905 wurde dann bekannt gegeben, dass die Damenriege mit 10 Turnerinnen aufgenommen wurde. Die Einweihung des Volksbades in der Marienstraße am 16. Oktober 1904 führte zu einem weiteren Auseinanderdriften des Turnvereins. Der Schwimmklub Heidenheim gründete sich am 18. November 1904. Ein wichtiges Ereignis war die Ausrichtung des 37. Kreisturnfestes vom 4. bis 6. August 1906 mit 4500 Teilnehmern aus 122 Vereinen.
Der Turnerbund Heidenheim trat am 6. August 1904 aus dem Deutschen Arbeiterturnverbund aus und der Deutschen Turnerschaft bei.
Der Arbeiterturnverein Heidenheim gründete sich am 25. September 1904 von den nicht anwesenden Mitgliedern der Versammlung des 6. August 1904. Dem Ansinnen des Athletenclub Spartania Heidenheim zu einem Zusammenschluss wurde wegen der Befürchtung, dass ein Verein im Verein entstehen könnte, nicht entsprochen (Versammlung vom 24. Juni 1906).
Im Jahr 1904 hatte Heidenheim somit drei Turnvereine, die neben dem Athletenclub alle Anspruch auf die Nutzung der Olgaturnhalle erhoben. Der Turnerbund Heidenheim erbaute mit Eigenmitteln eine vereinseigene „Turnhalle Jahn“ in der Talstraße und beging die Einweihung am 17. Mai 1908 zum Eintrittspreis von insgesamt 90 Pfennig. Am 24. Oktober 1911 wurde eine weitere Turnhalle mit Unterstützung des Heidenheimer Gemeinderats bei der Ostschule eingeweiht.
Am 8. Juli 1911 gründete sich innerhalb des Turnvereins Heidenheim eine Fußballabteilung. Vorher war in großer Schärfe gegen den Fußballsport Stellung bezogen worden:

„Dieser Sport wirkt verheerend auf den Charackter.“

Am 8. März 1919 schloss sich der Arbeiterturnverein Heidenheim dem Turnerbund Heidenheim an, der Mitglied des Arbeiterturnerbundes (ATB), später Arbeiter-Turn- und Sportbund, war.

### Entwicklung zum Mehrspartensportverein und Fusionen (1920–1971)
1920 gliederte sich der Turnverein Heidenheim in Knaben-, Nachwuchs-, Turner- und Männerabteilung auf. Faustball-, Leichtathletik-, Schwimm- und Handballabteilung wurden neu etabliert.
1922, also noch vor der 1923 und 1924 in Deutschland vollzogenen organisatorischen Trennung zwischen Fußball und anderen modernen Sportarten einerseits sowie den Turnern andererseits, kam es zum Interessenkonflikt zwischen Turnern und Fußballern. Der Turnrat des Vereins wünschte, dass sich die Fußballer an den Rundenspielen der Deutschen Turnerschaft beteiligen, wohingegen die Fußballabteilung weiterhin in der A-Klasse des Süddeutschen Fußball-Verbands spielen wollte. Die Fußballabteilung machte sich daraufhin am 21. August 1922 als Verein für Rasensport 1911 Heidenheim selbständig. Der Turnverein Heidenheim sperrte dem neuen Verein den bisherigen Spielplatz am Sonneneck. Schlussendlich wurde in der Clichystraße ein neuer Spielplatz gefunden. 1936 fusionierte der VfR Heidenheim, der aus dem von Voith-Ingenieur Jac. Frei am 16. März 1910 gegründeten Verein für Bewegungsspiele Heidenheim hervorging, mit dem 1904 gegründeten Schwimmverein 04 Heidenheim zum Verein für Leibesübungen 1904 e. V. Heidenheim. Nach dem Krieg trennten sich die Schwimmer wieder vom VfL und gründeten den Schwimmverein 04 neu. Der VfL änderte darauf in seinem Vereinsnamen die Jahreszahl Bezug nehmend auf die Gründung der Fußballabteilung innerhalb des Turnvereins am 8. Juli 1911.
Der Turnerbund Heidenheim wurde 1933 wie alle Arbeitersportvereine verboten.
Am 13. Juli 1935 fusionierte der Turnverein Heidenheim mit der Spielvereinigung Heidenheim, die aus der katholischen Jugendbewegung hervorgegangen war. Am 3. April 1937 ging der TV mit dem 1. Sportverein Heidenheim zusammen, der einem Mitgliedsantrag vom 17. Januar 1920 zufolge vom 1900 gegründeten Athleten-Club Hellenstein umbenannt wurde, und hieß fortan Turn- und Sportverein 1846 e. V. Heidenheim. Der Anschluss eines weiteren Vereins an den Turn- und Sportverein ging nicht reibungslos über die Bühne. Der Eislauf- und Rollsportverein 1879 e. V., der Nachfolger des Schlittschuhclubs 1879, beschloss zwar am 22. Juli 1937 einen Anschluss an den TSV. Wegen fehlender Mehrheiten wechselten nur Einzelmitglieder.
Nach der Wiederbelebung des Turnerbund Heidenheim 1945 vollzog dieser am 3. Februar 1946 die Fusion mit dem TSV 1846 Heidenheim zum Turn- und Sportbund 1846 e. V. Heidenheim mit den Abteilungen Turnen, Fußball, Schwimmen, Frauensport, Musik, Handball, Eislauf- und Rollschuhsport sowie Leicht- und Schwerathletik. Am 18. Oktober 1949 wurde die Fechtabteilung nach Aufhebung des Fechtverbots wieder aktiviert.

### Fusion zum HSB 1846 und gemeinsame Jahre (1972–2006)
Hanns Rau und seine Vorstandskollegen sahen aufgrund der Entwicklungen zum teilfinanzierten Leistungssport Ende der 1960er-Jahre die Notwendigkeit, die Mitgliederbasis zu erweitern. Daher wurden ab 1970 die ersten Kontakte zum Verein für Leibesübungen 1911 e. V. geknüpft. Durch die Fusion zwischen TSB (mit den damals existierenden Abteilungen Basketball, Boxen, Budo, Fechten, Gymnastik, Handball, Leichtathletik, Tischtennis, Turnen und Volleyball) und VfL Heidenheim (mit Badminton, Fußball, Hockey, Prellball und Tischtennis) entstand schließlich am 27. Mai 1972 der heutige Heidenheimer Sportbund 1846 e. V. Heidenheim. Damit kam es zum Zusammenschluss der 1922 im Unguten getrennten Fußballer und Turner. Der Verein ist seit 1975 Gründungsmitglied des Freiburger Kreis’, einer Art Selbsthilfe-Arbeitsgemeinschaft der größten deutschen Sportvereine. NOK-Präsident Willi Daume und Bundesminister Hans Matthöfer waren Ehrengäste bei den deutschen Meisterschaften der Modernen Fünfkampfer im Jahr 1976. 1977 gelang eine erfolgreiche Durchführung des 54. Schwäbischen Landesturnfestes mit 13.000 Teilnehmern. 1989 wurde dem Verein das Grüne Band verliehen.

### HSB 1846 ohne Fußballabteilung (seit 2007)
Zum 1. Januar 2007 beschloss die Fußballabteilung, sich als rechtlich eigenständiger Verein vom Heidenheimer SB abzuspalten. Dabei übernahm der 1. FC Heidenheim die bestehenden Strukturen. Die Trennung war notwendig geworden, da der Gesamtverein Anforderungen im Lizenzierungsverfahren des DFB für die angestrebte Regionalliga kaum erfüllen konnte. Insbesondere die Forderungen zur Prüfung der wirtschaftlichen Leistungsfähigkeit des Vereins überforderten die ehrenamtlichen Strukturen der anderen Abteilungen.
Im Rahmen des Angebots „Integration durch Sport“ des Deutschen Olympischen Sportbunds ist der HSB anerkannter Stützpunktverein. Der Verein betreibt eine Sport-Kindertagesstätte. Am 17. März 1996 erhielt der Gesamtverein die Sportplakette des Bundespräsidenten.

## Spitzensport
Spitzensport wird hier im Sinne von Leistungssport und basierend auf der Festlegung des BMI unter anderem durch Erfolg bei Wettbewerben auf globaler Ebene (Olympiateilnehmer des HSB) definiert. Dies ist insbesondere für ein Mittelzentrum wie Heidenheim bemerkenswert, da dort die Push-Pull-Faktoren einen gewichtigen Faktor darstellen. Arnd Schmitt, Birgit Beyer und Dagmar Rehak sind Beispiele für Spitzensportler, die beim HSB ausgebildet wurden und ihre größten Erfolge im Dress anderer Vereine erzielten, während die Landesleistungszentren für viele Sportler von außerhalb attraktiv sind. Zusätzliche Merkmale sind die Durchführung internationaler Veranstaltungen und die Ausweisung als Stützpunkt.

### Baseball

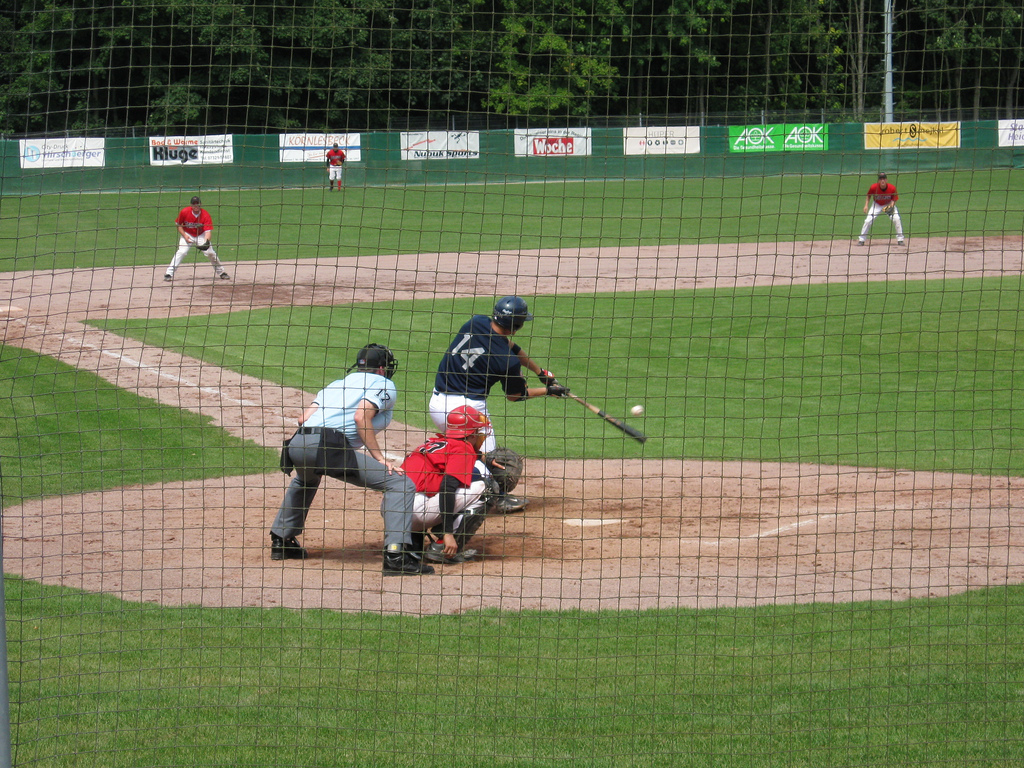
Simon Gühring landet einen Basehit im Viertelfinale der deutschen Baseballmeisterschaft 2008 zwischen den Heideköpfen und Dortmund Wanderers.

Die Baseball-Abteilung besteht seit 1992. Im Jahre 2000 gelang der Aufstieg in die Baseball-Bundesliga (Spielerkader). Die Heideköpfe wurden in den Jahren 2009, 2015, 2017, 2019, 2020 und 2021 deutscher Meister und 2010 sowie 2014 deutscher Vizemeister. Jüngster großer internationaler Erfolg war 2019 der Sieg beim CEB Cup. Heimspielstätte ist der HellensteinEnergie-Ballpark, in dem sich das Landesleistungszentrum und „regionales Spitzensportzentrum Baseball in Baden-Württemberg“ befinden und wo die Europameisterschaften im Baseball (2010) stattfanden. 2020 wurde der Abteilung das Grüne Band verliehen.
Simon Gühring und Martin Dewald gehörten zum deutschen Aufgebot für die letzte Baseball-Weltmeisterschaft 2011 in Panama.

### Fechten

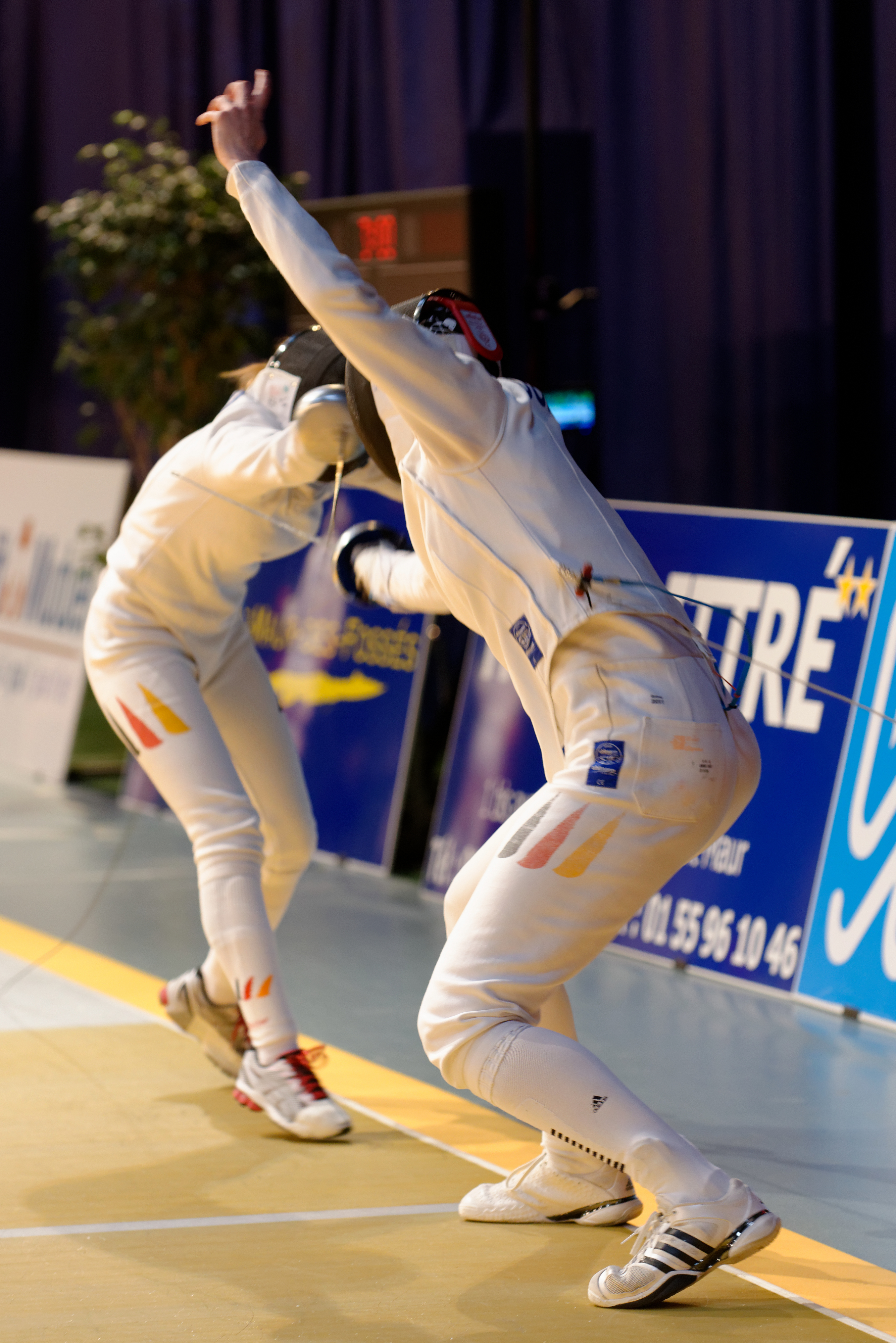
Die Heidenheimerinnen Monika Sozanska (links) und Imke Duplitzer während des Sechzehntelfinals der Challenge International de Saint-Maur 2013

Am 17. April 1911 wurde der damalige TV Heidenheim als Gründungsmitglied des Verbands schwäbischer Fechter-Riegen der Turngemeinden erwähnt, wobei bereits im Jahr 1847 der Fechtsport in Heidenheim betrieben wurde. Im Mai 1953 initiierte Paul Gnaier den Degen-Wanderpreis Heidenheimer Pokal. 1961 wurde zeitlich parallel der erste Europapokal für Fecht-Vereinsmannschaften ausgerichtet und damit die Heidenheimer Fechtertage begründet. Diese Referenzen führten sechs Vereinsmitglieder in das Organisationskomitee der Olympischen Spiele in München 1972 (unter anderen Paul Gnaier und Oskar Muck). Die entscheidenden Impulse für nachhaltige Entwicklung waren die Einstufung Heidenheims als Landesleistungszentrum (1970), als Bundesstützpunkt Fechten (1980) neben Bonn und Tauberbischofsheim sowie die Errichtung des Sport-Teilinternats Modell Heidenheim (1979) in Kooperation mit dem Max-Planck-Gymnasium. Nach den Serienerfolgen der Ära Gnaier/Rompza in den 1950er- und 60er-Jahren trugen die Rahmenbedingungen dazu bei, dass seit 1987 fast ununterbrochen Deutsche Einzel- und Mannschaftstitel insbesondere im Degenfechten gewonnen werden konnten. 1993 errang das Damendegen-Team den Europapokal der Landesmeister.
1997 wurde der Abteilung das Grüne Band verliehen.

## Wettkampfsport
Die folgenden Abteilungen betreiben Ballsport in Wettkampfklassen unterhalb der Bundesliga und Individualsport. International erfolgreiche Juniorensportler werden meist im Teilinternat Modell Heidenheim betreut.

### Ballsport

#### Badminton
Mit dem BC Heidenheim wurde 1954 der erste Badminton-Club in Württemberg gegründet. Der BC schloss sich 1957 als Abteilung dem damaligen VfL Heidenheim an.
In der Saison 2020/21 startet die 1. Mannschaft in der Landesliga Zollern/Alb-Donau.

#### Basketball
Die 1964 gegründete Abteilung entwickelte sich aus einer Betriebssportgruppe heraus. Früher Höhepunkt war die Ausrichtung eines Länderspiels kurz vor dem olympischen Basketballturnier 1972 in München. 1985 gelang nach sechsjähriger Zugehörigkeit zur bundesweit zweithöchsten Spielklasse (zunächst Regionalliga Südwest, ab Saison 1982/83 2. Damen-Basketball-Bundesliga) der eher ungeplante Aufstieg in die 1. Damen-Basketball-Bundesliga. Diese Episode wurde durch starke Gegner in der Abstiegsrunde (Porz/Hennef, Leverkusen, Köln) nach einer Saison beendet, mit den Konstanten Trainer Oswald Brozio, Tochter Dagmar Brozio sowie der US-amerikanisch-deutschen Topscorerin Kirsten Brendel in der Saison 1993/94 wiederholt. 1997 gelang erneut der Aufstieg in die 2. Damen-Basketball-Bundesliga. Die eine oder andere Spielerin aus dem (erweiterten) Bundesliga-Kader erreichte Ende März 2018 bei den Deutschen-Ü40-Meisterschaften der Damen in Osnabrück Rang sechs. Die 1. Herren-Mannschaft konnte ihr einjähriges Gastspiel in der Saison 1977/78 in der dritthöchsten Basketball-Liga wiederholen und spielte von 1983 bis 1986 in der Regionalliga Südwest. Seit 2014 ist der frühere Bundesliga-Spieler Jürgen Maaßmann Herrentrainer.
In der Saison 2020/21 starten die 1. Damen-Mannschaft in der Oberliga Württemberg und die 1. Herren-Mannschaft in der Landesliga Alb/Bodensee.

#### Handball
Das vereinseigene Archiv belegt den ersten Eintrag über den Handballsport in den Protokollbüchern des Turnvereins bereits am 27. Oktober 1895, das heißt, 30 Jahre vor dem ersten Feldhandball-Länderspiel gegen Österreich am 13. September 1925. Als Oberliga-Vizemeister der Saison 1967/1968 stand die Mannschaft in dieser Zeit auf dem Sprung in die höchste deutsche Spielklasse und hatte mit Manhart Sigler, einem Spieler aus der eigenen Jugend, den bisher einzigen Nationalspieler in den Reihen. In der Saison 1981/1982 gelang wieder der Aufstieg in die Oberliga. Trainer Hans Klein konnte mit Gerd Handerer, dem Juniorennationaltorwart vom VfL Günzburg, und Linkshänder Thomas Engelhardt von FA Göppingen zwei Hoffnungsträger integrieren. Drei Jahre lang konnte sich das Team in der höchsten württembergischen Liga halten.
In der Saison 2020/21 spielte die 1. Mannschaft in der Bezirksliga.

#### Hockey
Im Winter 1947/48 wurden Pläne geschmiedet, ob ein eigener Verein gegründet oder ein Anschluss an den VfL Heidenheim erfolgen sollte – was letztendlich geschah. 1948 wurden die ersten Hockeyspiele gegen die 2. Mannschaft des SSV Ulm und gegen Normannia Gmünd absolviert. Die Abteilung war in den Anfangsjahren des Hallenhockeys federführend bei der Definition von Regeln und Spielfeldbemaßung. 1948 startete der Spiel- und Trainingsbetrieb auf einem Gras-Schlacke-Sand-Platz in der Erchenstraße. Die Einweihung einer neuen Anlage in den Heeräckern mit Vereinsheim fand am 1. Juli 1986 mit einem Länderspiel Deutschland gegen Pakistan statt.
Die kontinuierliche Jugendarbeit resultierte in herausragenden Talenten. So wurde Christel Behr serienmäßig Deutsche Meisterin mit Rot-Weiß Stuttgart, gewann 1976 mit der deutschen Hockeynationalmannschaft der Damen den Feldhockey-Weltmeistertitel in West-Berlin und wurde zweifache Europameisterin im Hallenhockey. Birgit Beyer stand im Tor von KTHC Stadion Rot-Weiss und nahm an den Olympischen Spielen in Atlanta (1996) und Sydney (2000) teil. In der Saison 1999/2000 stand die Herrenmannschaft vor dem Aufstieg in die höchste Baden-Württembergische Liga.
In den Jahren 1976 und 1980 wurden die Süddeutschen Hallenmeisterschaften der A-Jugendlichen in der Karl-Rau-Halle ausgetragen, bei denen die Mädchen Vizemeister werden konnten. Ein Höhepunkt war am 1. März 1982 das Auftreten der deutschen Hockeynationalmannschaft in der Karl-Rau-Halle. Alle zwei Jahre findet das Internationale Heidenheimer Pfingstturnier statt.
In der Saison 2019/20 spielen die Damen in der 3. und die Herren in der 2. Verbandsliga Baden-Württemberg.

#### Volleyball
Im Jahr 1964 wurde einer Betriebssportgruppe das Fußballspielen auf der „Betriebswiese“ untersagt. Die Sportgruppe beschloss deshalb, in der Halle Volleyball zu spielen. Ihre erfolgreichste Zeit erlebte die Volleyballabteilung in den 1970er Jahren. Ein vom Verein gefördertes Frauenteam aus dem Schillergymnasium schaffte 1975 den Aufstieg in die höchste Spielklasse.
In der Saison 2020/21 spielen zwei Mixed-Mannschaften in der Bezirksliga Ost.

### Individualsport

#### Athletik
Bis 1965 war die Sparte Schwerathletik im TSB integriert. Nach der Auflösung der Schwerathletikabteilung betrieben die Rasenkraftsportler innerhalb der Leichtathletikabteilung des TSB ihren Sport. Am 23. April 1985 wurde die neue HSB-Abteilung Athletik mit den Disziplinen Hammerwerfen, Gewichtwerfen und Steinstoßen gegründet.
Karl-Martin Erhart hält seit dem 13. Juni 1981 mit 10,08 m den deutschen Juniorenrekord und seit dem 20. August 1988 mit 11,53 m den deutschen Männer-Rekord im Mittelgewicht im Steinstoßen. Hermann Albrecht ist seit dem 1. Juli 2000 deutscher Rekordhalter im Hammerwerfen und Dreikampf der Senioren M60 (Leichtgewicht). Am 17. März 2001 wurde er Rekordhalter im Steinstoßen. In der Seniorenklasse M70 holte er am 12. September 2010 den Rekord mit 54,41 m im Hammerwerfen und Dreikampf sowie am 22. Mai 2010 den Bestwert im Gewichtwerfen. 1996 und 2011 wurden die Deutschen Meisterschaften ausgetragen. Am 19. September 2015 wurden die Europameisterschaften mit 60 Teilnehmern im Sparkassen-Sportpark ausgerichtet. Am 21. und 22. September 2019 wurden die Deutschen Seniorenmeisterschaften ausgetragen.

#### Leichtathletik
Die Leichtathleten gehören seit 1920 zu den Abteilungen der ersten Stunde. Viel Durchhaltevermögen mussten die Verantwortlichen aufbringen, als im Jahre 1960 der Heidenheimer Leichtathletik Club gegründet wurde. Die Konkurrenz stachelte an und 1973 kam es zur Vereinigung. Seit 1992 werden die Heidenheimer Sportlehrtage veranstaltet, während derer sich Fachreferenten zu aktuellen und zukunftsorientierten Themen austauschen.
Internationale Erfolge errangen die unter Hans Knoth und Klaus Hensolt ausgebildeten Speerwerfer Helmut Schreiber 1979 als Studentenweltmeister und 1981 als Deutscher Meister und Zehnkämpfer Hans-Joachim Häberle 1977 als Deutscher Jugendmeister im Fünfkampf und 1978 als Dritter der Studentenweltmeisterschaften. Die Weitspringerin Marion Weng wurde 1988 deutsche Hochschulmeisterin und 1989 deutsche Hochschulhallenmeisterin. Marcus Skupin-Alfa wurde 1989 im Vereinstrikot Deutscher Jugendhallenmeister über 200 m, ein Jahr später Fünfter bei den Leichtathletik-Juniorenweltmeisterschaften mit der 4 × 100-m-Staffel und wurde für die Leichtathletik-Weltmeisterschaften 1991 nominiert. Mali Berger und Willi Kiener waren erfolgreich bei den Senioreneuropameisterschaften. 8000-Punkte-Zehnkämpfer Valeriy Belousov trat bei den Leichtathletik-Weltmeisterschaften 1995 an, ist seit 2001 Sportlehrer in Heidenheim und Leichtathletiktrainer.
Die Abteilung organisierte internationale Wettkämpfe im Albstadion wie die Junioren-Länderkämpfe BRD – USA 1973 mit der Einstellung des Juniorenweltrekords in der 4-mal-100-Meter-Staffel, den Junioren-Länderkampf BRD – Rumänien 1975, den Junioren-Länderkampf BRD – Frankreich 1978 mit dem Hammerwurf-Weltrekord außer Konkurrenz durch Karl-Hans Riehm oder den Frauenländerkampf BRD – Bulgarien – Polen 1985. Deutsche Jugendmeisterschaften wurden vom 30. Juli bis 1. August 1982 mit 1500 Teilnehmern organisiert. Im August 2015 fanden die deutschen U20- und 2016 die deutschen U18/U16-Jugend-Mehrkampf-Meisterschaften im Heidenheimer Sparkassen-Sportpark statt.

#### Radsport
Im Zuge der von Oberbürgermeister Bernhard Ilg angeregten Neuanlage des Bikepark Hochberg wurde 2002 eine neue HSB-Abteilung gegründet. Die Schwerpunkte der Abteilung liegen auf sogenanntem „gravitylastigem Mountainbikesport“. Am 5. Mai 2018 wurde die Deutsche Meisterschaft im Four Cross mit 50 Bikern in vier Kategorien ausgerichtet.

#### Rhythmische Sportgymnastik
Die Abteilung wurde 2014 von Trainerin Anja Schadhauser gegründet. Über 100 Gymnastinnen trainieren im Sportzentrum und in der Karl-Rau-Halle, wovon die drei Talentiertesten seit dem Sommer 2020 (Stella Güntner seit 2019) im Nationalmannschaftszentrum in Fellbach-Schmiden weiterentwickelt werden.
Im Congress Centrum Heidenheim findet seit 2015 der „Winterzauber“ statt.

#### Rollsport
Die am 1. Oktober 1974 gegründete Rollsport-Abteilung hatte mit dem 1933 neu gegründeten Eislauf- und Rollsportverein 1879 e. V. bereits einen Vorgänger – erst mit dem Engagement von Heinz Schmidt, dem Trainer von Jutta Müller und Gründer der Schleudergruppe „Heirolls“, wurde zielorientiert Roll- und Eissport betrieben. Sein Einsatz für eine Eisbahn musste sich immer wirtschaftlichen Abwägungen beugen. Daher galt die Konzentration dem Rollkunstlauf. Ab dem 21. September 1977 konnte in einem rollkunstlaufgerechten Nebenraum des HellensteinBad aquarena und ab dem 6. Mai 1984 in einem ehemaligen Reitstall neben dem Albstadion trainiert werden. Seit dem Ausbau zur Voith-Arena ab 2009 wird wieder in der Halle der Evangelischen Jugendheime trainiert.
Das Nachwuchspaar Silke Epple/Norbert Skoda errang am 15. September 1984 den 6. Platz bei den Junioren-Europameisterschaften in Kopenhagen. Andrea Maurer/Carsten Weithe wurden mehrfache Süddeutsche Meister, Deutsche Meister der Junioren, zweifache Deutsche Vizemeister in der Meisterklasse und Fünfte bei der Junioren-Europameisterschaft. Julia Geier/Tobias Hasselberg wurden am 3. August 1999 Deutsche Junioren-Meister.
Einen besonderen Auftritt hatten die HSB-Rollsportler gemeinsam mit Freiburger Rollsportlern am 21. Juli 1979 bei der von Joachim Fuchsberger moderierten Fernseh-Show Auf Los geht’s los. Einen zweiten Fernsehauftritt hatte die Gruppe am 31. Juli 1982 in der Sendung Tele-Zirkus. 1996 gab es eine große Bühne in der Show Geld oder Liebe.

#### Sambo
Der 2005 als Start e. V. Heidenheim gegründete Sambo-Verein wurde 2006 als HSB-Abteilung aufgenommen. Seitdem wurden Sambo-Meisterschaften Jahr für Jahr erweitert bis zur Ausrichtung der Deutschen Sambomeisterschaften im Februar 2014 und 2020 in der Karl-Rau-Halle mit 150 Teilnehmern. Die Abteilung wurde 2017 für den Deutschen Engagementpreis nominiert.

#### Turnen
Die Abteilung ist mit über 800 Mitgliedern die größte im Verein. Neben dem Breitensport wie Eltern-Kind-Turnen und Seniorensport bietet die Abteilung Leistungssport. Anfang der 1980er-Jahre konnte Anita Follath dreifache Württembergische Meisterin werden, gehörte am Schwebebalken zur deutschen Spitzenklasse und startete bei internationalen Wettkämpfen wie in Alexandria 1982 für den Deutschen Turner-Bund. 2015 gelang es Nicole Fritz bei den deutschen Meisterschaften in Gießen eine Einzelmedaille zu erturnen. Daraufhin ging sie bei der Weltmeisterschafts-Qualifikation in Stuttgart an den Start. 2018 turnte sie sich bei den Deutschen Hochschulmeisterschaften auf den zweiten Platz. Bedeutende Veranstaltungen waren der Länderkampf Deutschland – Schweiz (1962), das Olympia-Ausscheidungsturnen (1963) und das 54. Landesturnfest (1977) mit 13.000 Teilnehmern.
Seit 2008 turnt die 1. Damen-Riege – mit einjähriger Unterbrechung 2010 – in der 2. Bundesliga.

## Breitensport und Rehabilitationssportgruppen

### Breitensport
Die Boxabteilung wurde 1919 innerhalb des Athleten-Club Hellenstein gegründet. 1975 war der HSB Ausrichter eines Junioren-Länderkampfes Deutschland gegen England.
Die Budoabteilung wurde 1953 gegründet und besteht aus den Sektionen Karatedo, Judo, Aikido (seit 1965), Kobudo und Taijiquan. Der Judoka Volker Schmid gewann am 10. November 1967 die Bronzemedaille bei den Militärweltmeisterschaften. Edmund Marianek errang in den Jahren 1974 und 1975 den Titel als Internationaler Karate-Meister von Österreich. Cornelia Sobotta wurde 1975 und 1976 Deutsche Jugendmeisterin in der Gewichtsklasse bis 52 kg. Marco Piras wurde 1981 Dritter in der Gewichtsklasse bis 60 kg bei den deutschen Meisterschaften. Günter Biskup errang 2008 und 2015 Deutsche Meistertitel in den Judo-Seniorenklassen in der Gewichtsklasse bis 81 kg.
1964 wurde die Jedermannsportgruppe „Er“ als Gegengewicht zum leistungsorientierten Sport ins Leben gerufen. 1976 kamen die Partnerinnen hinzu. Angeboten werden Wirbelsäulen- und Dehngymnastik sowie körperkontaktloser Soft-Fußball nach Volleyballregeln.

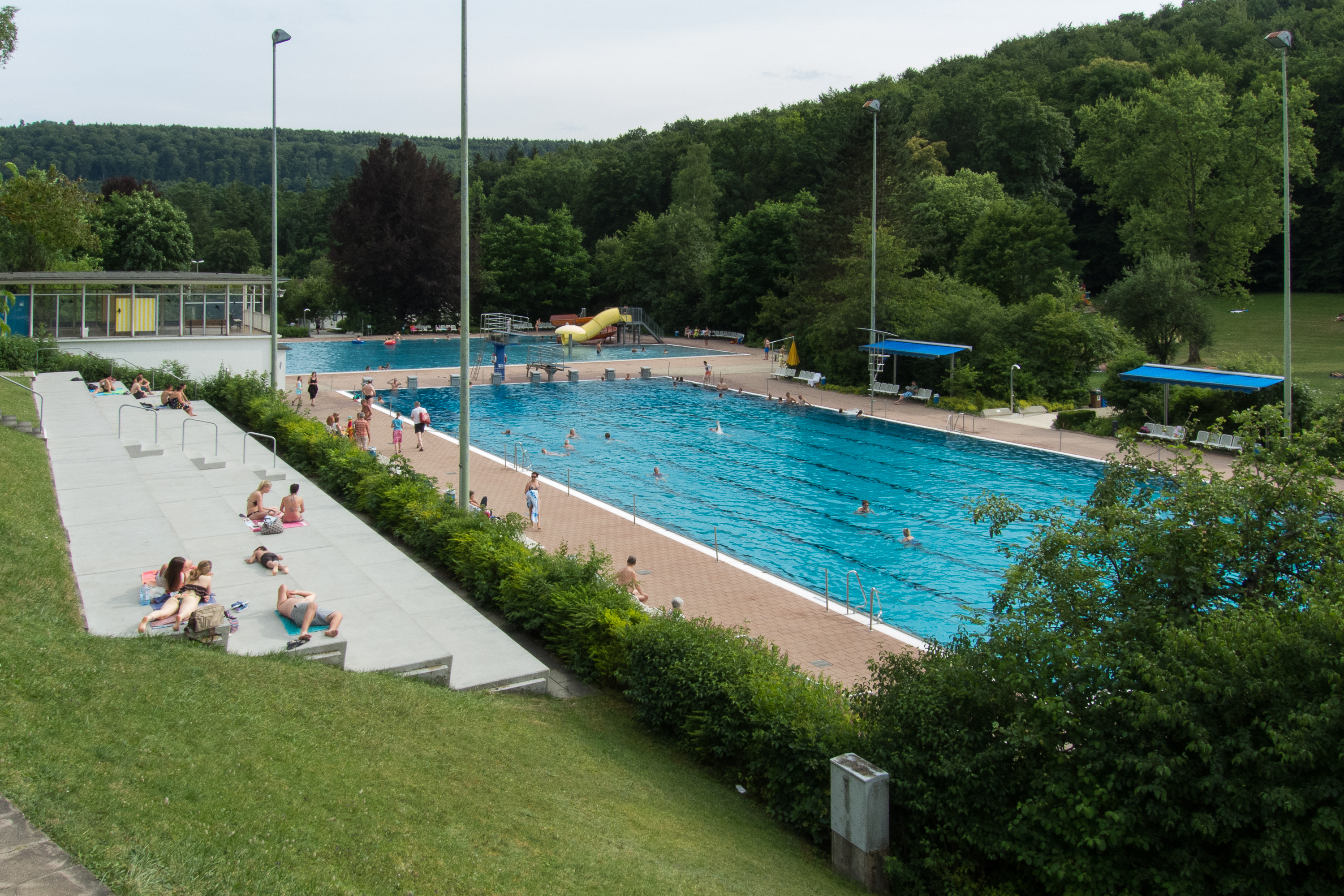
Waldfreibad Heidenheim

Die Schwimmerriege des Turnvereins konstituierte sich am 16. Oktober 1904 nach der Fertigstellung des Volks- und Stadtbades in der Marienstraße. Ein regelmäßiger Übungsbetrieb fand erst nach 1926 statt, nachdem sich jahrelang der Gemeinderat dagegen gewehrt hatte. Dennoch wird Werner Loewe am 23. und 24. August 1930 allererster Deutscher Meister für den Turnverein Heidenheim. Nach dem Krieg wurde das Training sogar in die Brenz verlegt. Am 16. Juli 1954 wurde das Waldfreibad eröffnet. Nach Freigabe des württembergischen Schwimmverbands wurde 1970 die Schwimmstartgemeinschaft Heidenheim gegründet. Einen großen Aufschwung gab der Abteilung die Einweihung des Freizeitbades Aquarena im Jahr 1977. Wie auch andere Heidenheimer Spitzensportler errang die beim HSB ausgebildete Dagmar Rehak ihre größten Erfolge für einen anderen Verein. 46 Jahre nach der Gründung wurde die Schwimmstartgemeinschaft Heidenheim beendet. Seit 1992 wird das Internationale Schwimmfest im HellensteinBad aquarena durchgeführt.
Die am 27. Januar 1975 gegründete Tennis-Abteilung musste bereits 10 Monate später dem gewaltigen Interesse Tribut zollen und einen Aufnahmestopp aussprechen. Etliche Neuanlagen von Sportstätten auf dem Rauhbuch und dem Jahnplatz-Gelände entspannten die Situation.
Die 1946 gegründete Tischtennis-Abteilung spielte von 1949 bis 1954 mit der 1. Herren-Mannschaft in Württembergs höchster Liga, der Oberliga. 1964 gewannen die Mädchen die Süddeutsche Mannschafts-Meisterschaft. Die 1. Herren-Mannschaft wurde am 18. Dezember 2019 aus der Bezirksklasse Gruppe 2 zurückgezogen.
Folgende Abteilungen beendeten ihre Aktivitäten:
- Prellball – 1960 gegründet, 1967 und 1972 wurden deutsche Meisterschaften ausgetragen.[121]
- Sportkegeln – 1974 Aufstieg in die B-Klasse.[122] Anita Krüger, Jahrgang 1909, war im Jahr 1986 die älteste aktive deutsche Sportkeglerin.[123]
- Wintersport – Am 18. Januar 1925 gegründet. In den 1950er-Jahren schloss sich die nordische Abteilung des Skiclubs dem Turn- und Sportbund 1846 e. V. Heidenheim an. 1962 wurde gemeinsam mit der TSG Giengen die Schwäbische Skischule gegründet. Im Winter 1969/70 wurden bis zu 400 Teilnehmer von 28 Lehrwarten und Übungsleitern unterrichtet. Die Ergebnisse eines Pilotprojekts zum sicheren Skifahren hielten Eingang in den Skilehrplan.

### Rehabilitationssportgruppen
„Sport nach Krebs“ wurde zusammen mit der AOK im Oktober 1991 ins Leben gerufen. Dies war der Anfang des Rehasports im Heidenheimer Sportbund. Die Rehabilitationssportgruppen sind geprüft, zertifiziert und anerkannt. Die Übungsleiter sind speziell ausgebildet mit entsprechender DOSB-Lizenz und Fortbildung mindestens alle zwei Jahre. Lungensportgruppen, Osteoporosegymnastikgruppen, Wirbelsäulengymnastik sowie Knie- und Hüftsportgruppen werden angeboten. Als präventiver Gesundheitssport kann Nordic Walking und Qi Gong gewählt werden. Angesichts der COVID-19-Pandemie hat der Spitzenverband der gesetzlichen Krankenversicherung 2020 die Durchführung des ärztlich verordneten Rehabilitationssports als sogenannten Tele-/Online-Rehabilitationssport zur Abrechnung gegenüber den gesetzlichen Krankenversicherungen zugelassen. Der HSB hat daraufhin den YouTube-Kanal hsb fitplus Sportstudio eingerichtet.

## Kinder- und Jugendsport
Nach dem Zweiten Weltkrieg erkannten die Abteilungen die Bedeutung einer guten Jugendarbeit – ob im sportartspezifischen Training oder bei der Freizeitgestaltung. Internationale Jugendbegegnungen, Turniere mit Jugendmannschaften, Trainingslager im In- und Ausland, Zeltlager und Skiausfahrten entwickelten sich. Eine abteilungsübergreifende Koordination der Jugendaktivitäten in Ergänzung zur ausgewählten Sportart wurde erforderlich. 1960 wurde der erste Jugendleiter ernannt. Am 5. März 1971 wurde die Zugehörigkeit des Jugendleiters zur Vorstandschaft festgelegt und am 8. Mai 1992 eine separate Kontenführung beschlossen. Seit 1978 wird die HSB-Jugend durch die Hugo-Rupf-Stiftung gefördert. 2016 feierte die Abteilung Kinder in Bewegung 25 Jahre Sporttheater Heidenheim und 20 Jahre verlässliche Grundschule. 2007 wurde das Stück „Herzsprung“ des Sporttheaters ausgewählt, um beim Schultheater der Länder Baden-Württemberg zu vertreten. Grüne Bänder für den Gesamtverein (1989) und die beiden Spitzensport-Abteilungen (1997 und 2020) bestätigen den eingeschlagenen Weg der Nachwuchsförderung.

## Sportstätten
Die insgesamt 30 Sportstätten sind in einem Radius von 3 Kilometern rund um Heidenheim verteilt. Die Liegenschaften des HSB sind das Voith-Sportzentrum, der Sparkassen-Sportpark und die Tennisanlage Rauhbuch. Der HellensteinEnergie-Ballpark wird von der Baseball-Abteilung selbst verwaltet. Seit 2010 werden die Namensrechte an lokale Unternehmen vergeben.

### Voith-Arena
1970 beschloss die Stadt Heidenheim den Bau eines Fußball- und Leichtathletikstadions auf dem Schlossberg. Ein Jahr später wurde das Albstadion eingeweiht. 1972 trug die Fußballabteilung ihr erstes Spiel in der Amateurliga Nordwürttemberg dort aus. Im Juli 1973 wurde die – für mehr als 30 Jahre einzige – Tribüne eingeweiht. Ein besonderes Moment gab es beim Junioren-Leichtathletik-Länderkampf BRD – Frankreich (1978) mit dem Hammerwurf-Weltrekord durch Karl-Hans Riehm. Nach den Aufstiegen der Heidenheimer Fußballer in die Oberliga (2004) und Regionalliga (2009) musste das Albstadion umgebaut werden. Als Voith-Arena wurde es zur Heimspielstätte des Bundesligisten 1. FC Heidenheim 1846.

### Voith-Sportzentrum

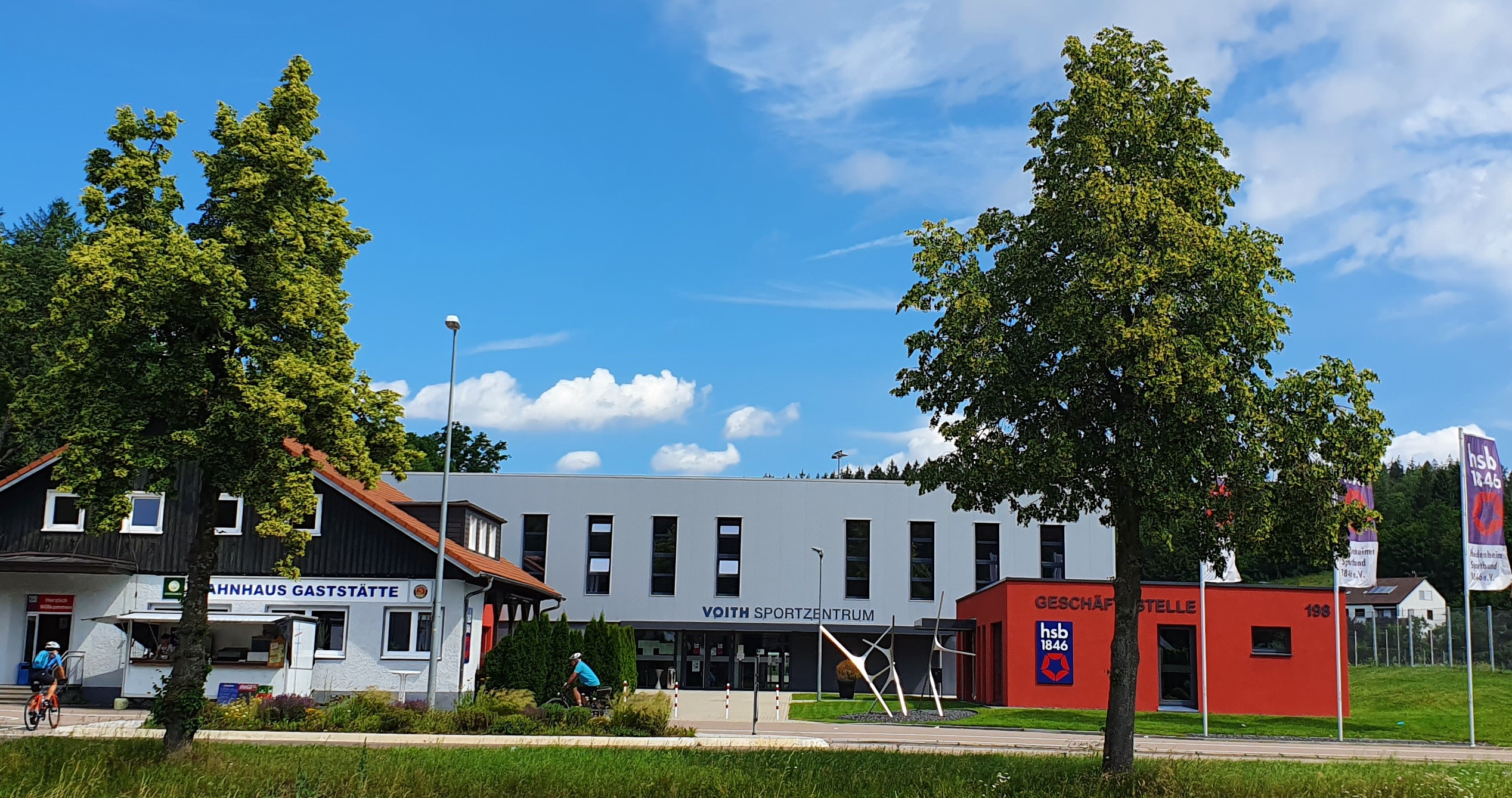
Gaststätte Jahnhaus, Voith-Sportzentrum und HSB-Geschäftsstelle (von links)

1934 wurde nach längerer Suche ein geeignetes Sportplatzgelände im Westen Heidenheims erworben und genau 90 Jahre nach Vereinsgründung am 14. August 1936 mit Plätzen, Vereinshaus und Nebenräumen eingeweiht. Am 25. April 1969 wurden dringend benötigte Umbau- und Ergänzungsmaßnahmen abgeschlossen. 1975 bekam die Budo-Abteilung eine Judo-Halle mit Dojo. Am 17. September 1980 wurde die Zweifeld-Tennishalle eingeweiht. 2013 wurde die Sporthalle offiziell ihrer Bestimmung übergeben. Voith übernahm die Namensrechte an der Halle für die folgenden zehn Jahre. Dort finden Übungen der Lungensportgruppe (COPD) 03 und Trainingsangebote des Turngau Ostwürttemberg statt.

### Sparkassen-Sportpark
Am 2. Juni 1912 wurde der Spielplatz der Fußball-Abteilung des Turnvereins Heidenheim beim Sägewerk Ziegler im Spiel gegen den Turnverein Neu-Ulm eröffnet.
Unter der Ägide von Hanns Rau, dem damaligen Vorsitzenden des TSB 1846, und Oberbürgermeister Elmar Doch wurde die erste eigene Vereinssporthalle am Jahnplatz gebaut und am 25. April 1969 eingeweiht. Nachdem der Clichyplatz zur Wohnbebauung freigegeben wurde, war eine Erweiterung am Jahnplatz unabdingbar. Nach einjährigen Baumaßnahmen konnte am 21. September 1997 die Einweihung des sandverfüllten Kunstrasenplatzes mit Flutlichtanlage gefeiert werden. 2010 wurde komplett erneuert. Bei der gemeinsamen Pressekonferenz am 17. März erläuterte Sparkassen-Direktor Bögerl das Engagement und den Erwerb der Namensrechte.

### HellensteinEnergie-Ballpark

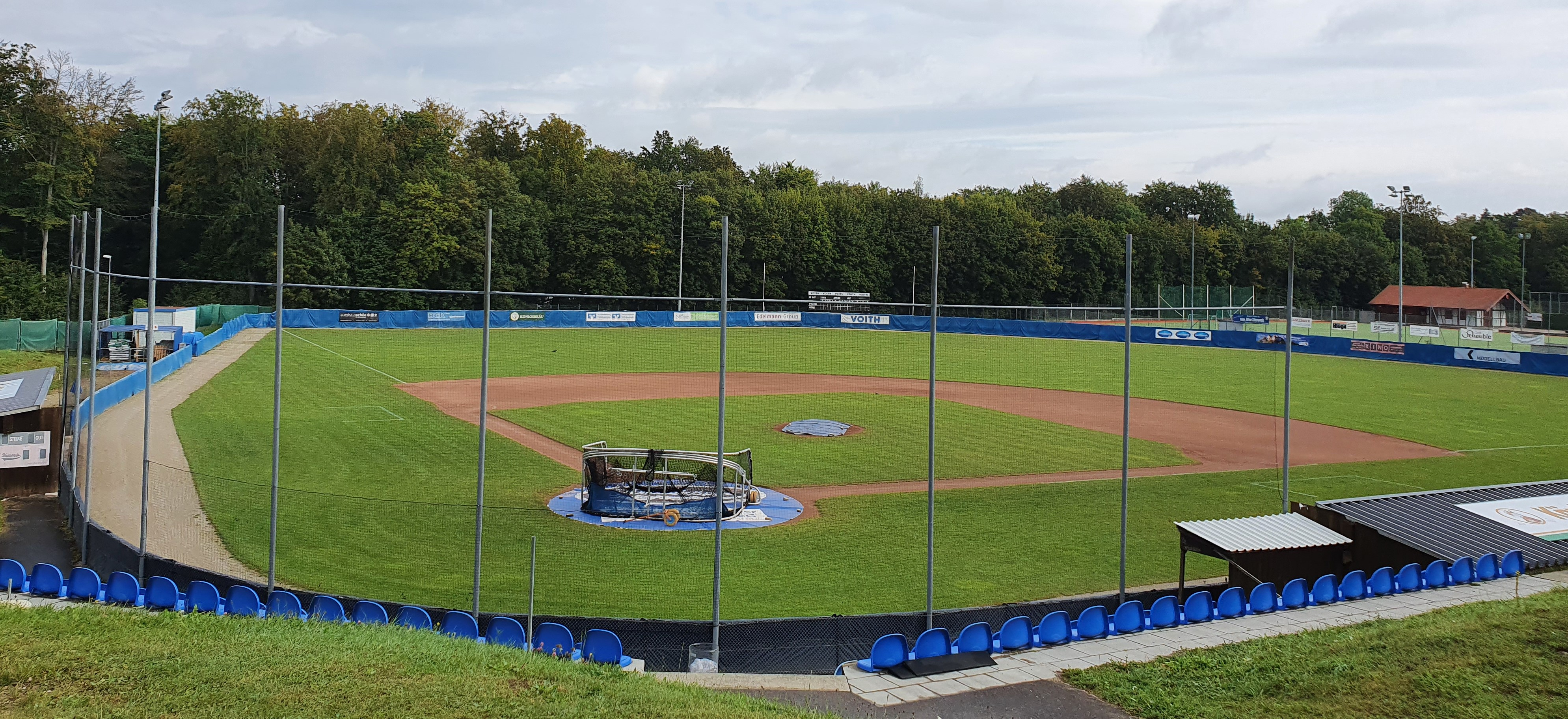
Blick von Südwesten auf den HellensteinEnergie-Ballpark

Nach zwischenzeitlichen Irritationen mit anderen Vereinen und Abteilungen konnte im Juni 1999 der mit dem rasanten Aufstieg der Heideköpfe so dringend benötigte Ballpark eröffnet werden. Die Spielstätte mit Rasenbelag und einem Sandbogen im Infield hat eine Zuschauerkapazität von 2.500 Plätzen, wovon 750 Sitzplätze sind. Die Heimspiele der Heidenheim Heideköpfe haben seit der Gründung des Vereins einen Zuschauerschnitt von über 350 Zuschauern. Der Ballpark war vom 23. Juli bis 1. August 2010 einer von drei Spielorten der Baseball-Europameisterschaft 2010. Nüssli hatte für dieses Ereignis die Kapazität auf 3.000 Zuschauer aufgestockt. Gesellschaftliches Ereignis war die Anwesenheit von MLB-Hall-of-Famer Mike Piazza in seiner Funktion als Hitting Coach der Italiener. Nach dem Erwerb der Namensrechte firmiert der Ballpark von 2021 für die nächsten 10 Jahre unter HellensteinEnergie-Ballpark.

### Paul-Gnaier-Fechtzentrum und Teilinternat

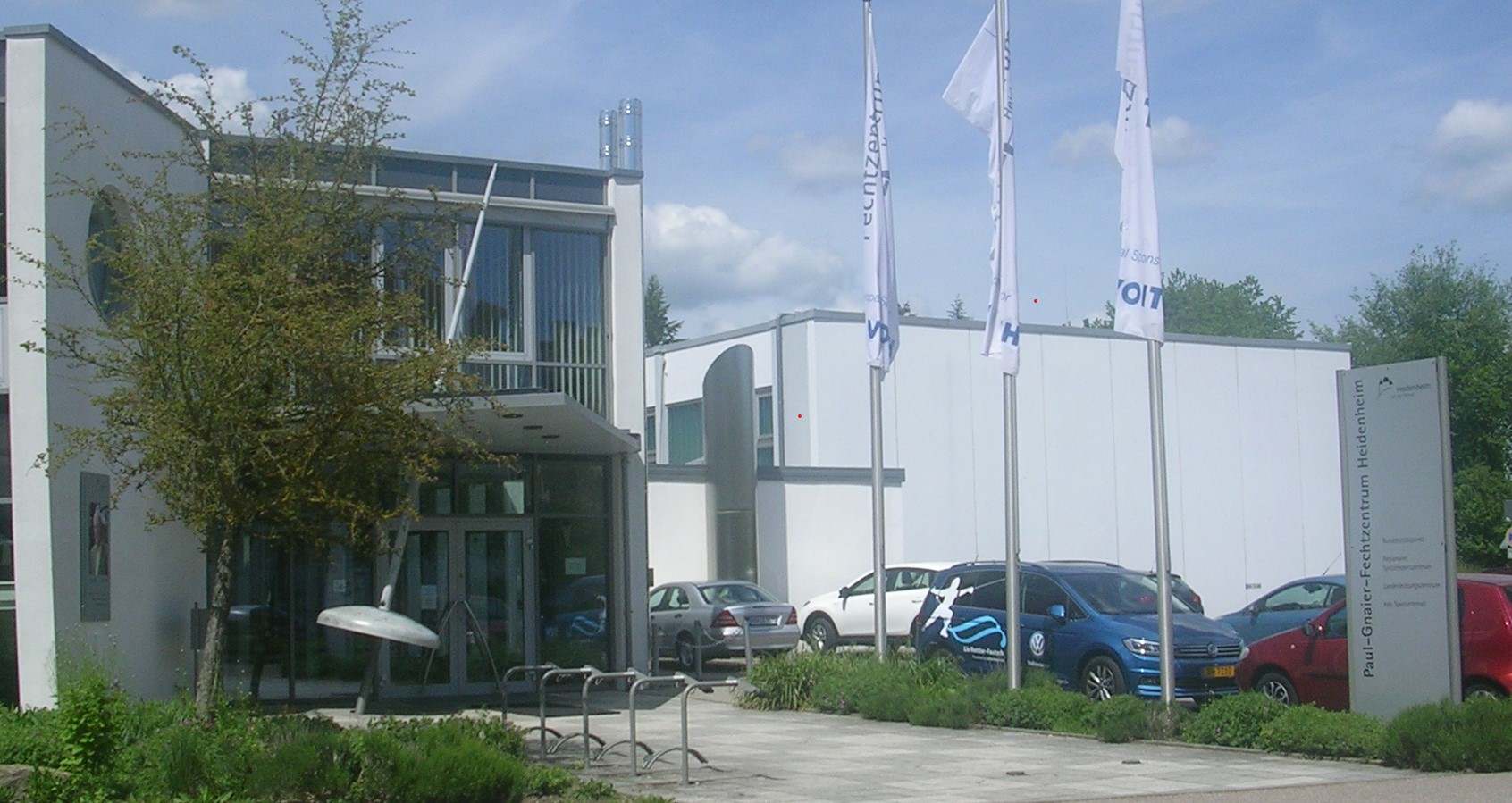
Paul-Gnaier-Fechtzentrum

1976 wurde unmittelbar neben und mit Durchgang zur MPG-Sporthalle eine Fechthalle, 1979 die Einrichtung eines Teilinternats und 1986 eine nochmalige bauliche Erweiterung umgesetzt. Bekannteste MPGler und Teilinternatler sind Arnd Schmitt und Sabine Krapf. Die Stadt Heidenheim beschloss, das Gelände „Paul-Gnaier-Fechtzentrum Heidenheim“ zu nennen. 1999 wurde die Fechthalle vergrößert sowie Büroräume und Behandlungsräume der Physiotherapie erweitert.

### Karl-Rau-Halle

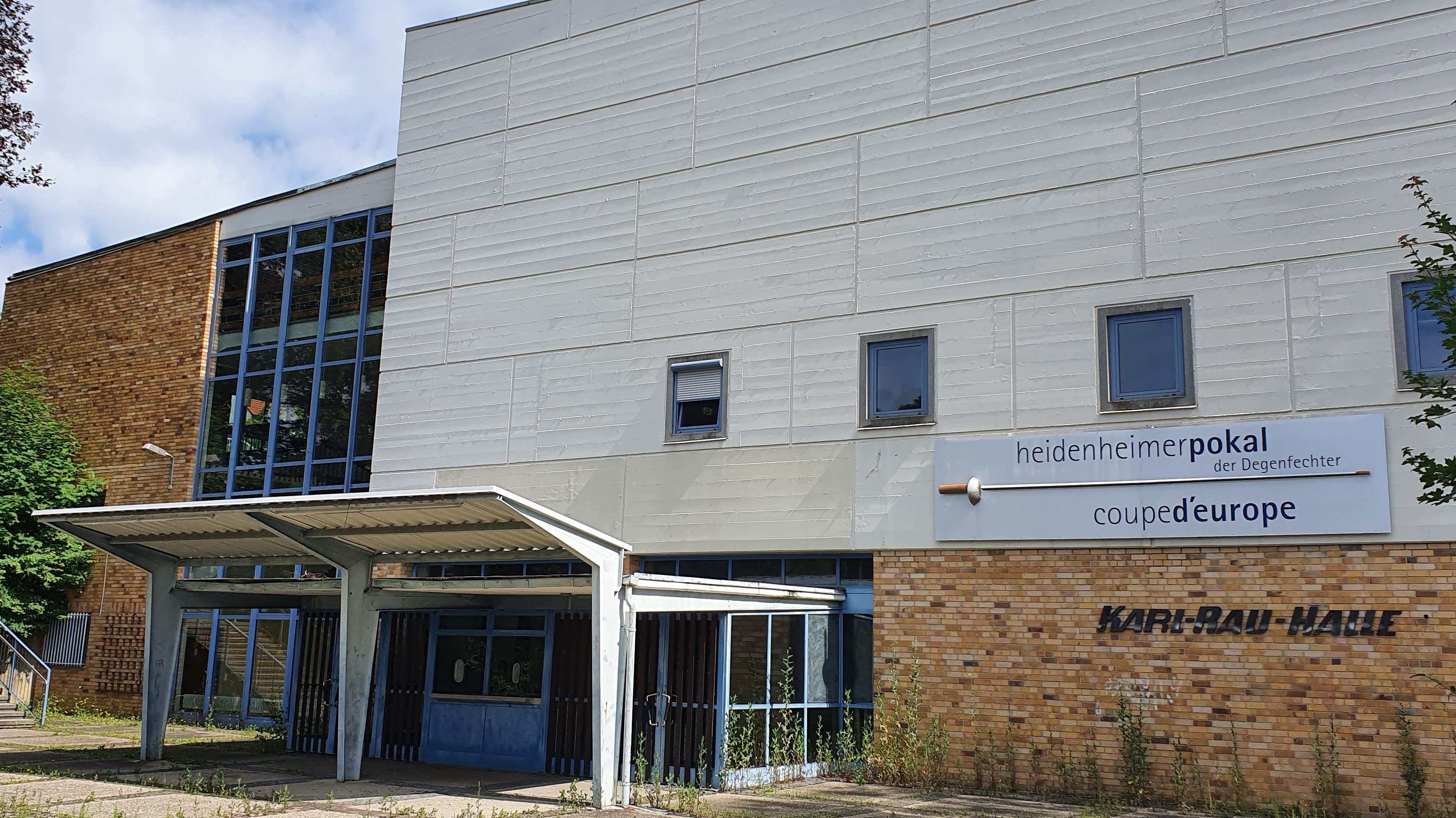
Eingangsbereich der Karl-Rau-Halle im Heckental

Die Halle in der Weststadt, die zusammen mit der Westschule am 16. Januar 1961 eingeweiht wurde, ist eine der wichtigsten Sportstätten der Stadt. Die Halle nutzen diverse HSB-Abteilungen sowie die Handballer der TSG Schnaitheim. Im April 2007 fand die 2. Deutsche Futsal-Meisterschaft statt.

### HellensteinBad aquarena

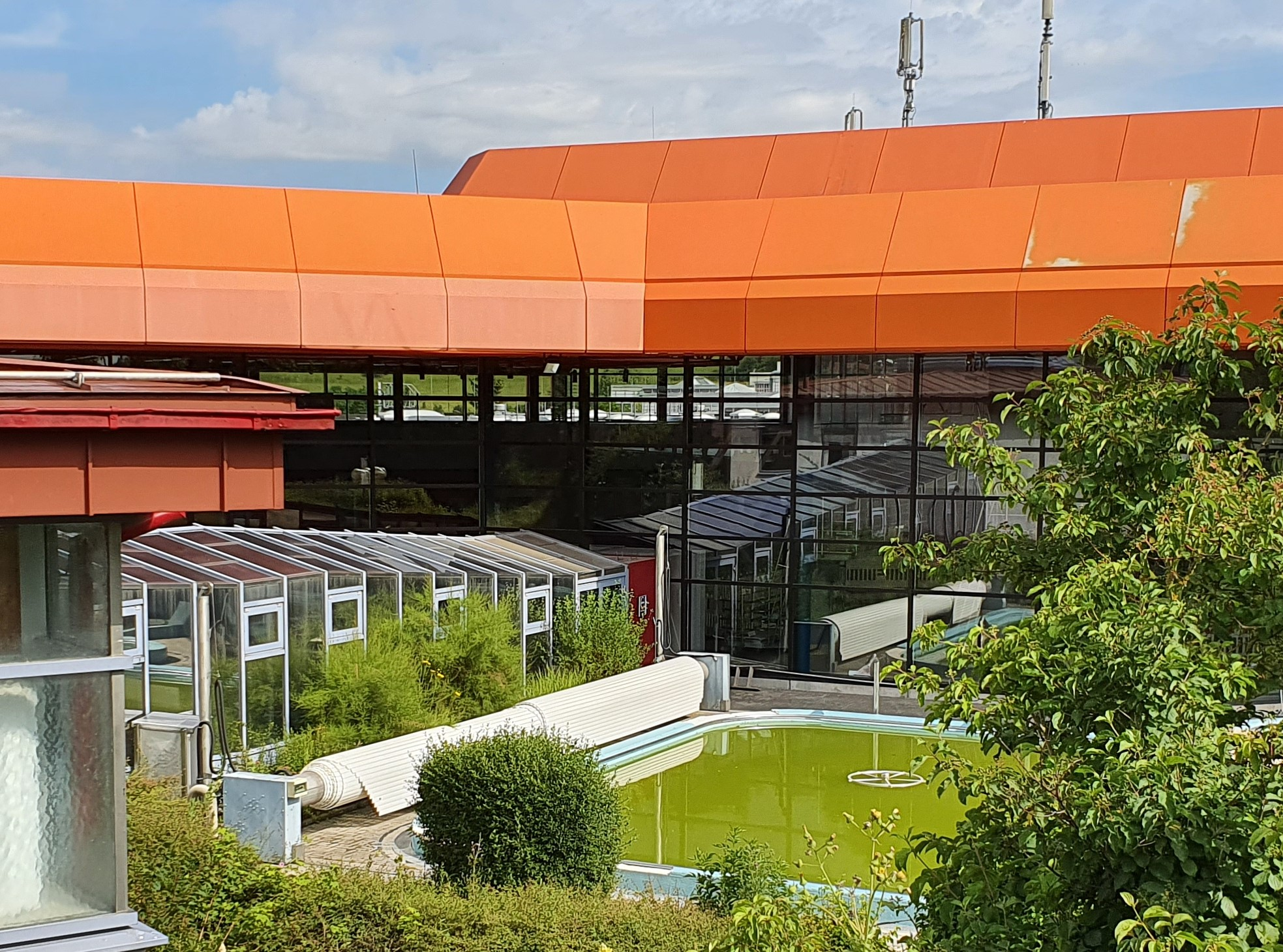
Detailansicht zum Außenbecken im HellensteinBad aquarena während der Corona-bedingten Schließung im Juli 2020

Das 1977 eingeweihte Kombibad mit 50-m-Becken, Sprunganlage, mehreren Innen- und Außenbecken sowie einer Saunalandschaft wurde ursprünglich von der Stadt Heidenheim errichtet, im Jahr 1977 eröffnet und seitdem immer wieder erweitert und ausgebaut. Seit 1988 betreiben die Stadtwerke Heidenheim die aquarena. 2014 fanden hier die Deutschen Meisterschaften im Rettungsschwimmen statt.

### Weitere Sportstätten
Die 1972 erbaute Halle des Max-Planck-Gymnasiums war durch die Aktivität von Oswald Brozio als dortiger Deutsch- und Sportlehrer jahrelang Spielstätte der Basketballer. Erster Höhepunkt war 1977 die Deutsche Meisterschaft der C-Mädchen gegen DJK Agon 08 Düsseldorf, Ahrensburger TSV und die TSV Bietigheim, die denkbar knapp und unglücklich verloren ging. In den 1970er- und 1980er-Jahren fanden dort die Spiele der Regional- und Oberliga sowie Jugend trainiert für Olympia im Basketball statt. Die Halle diente als Ausweichquartier für die Heidenheimer Fechtertage.

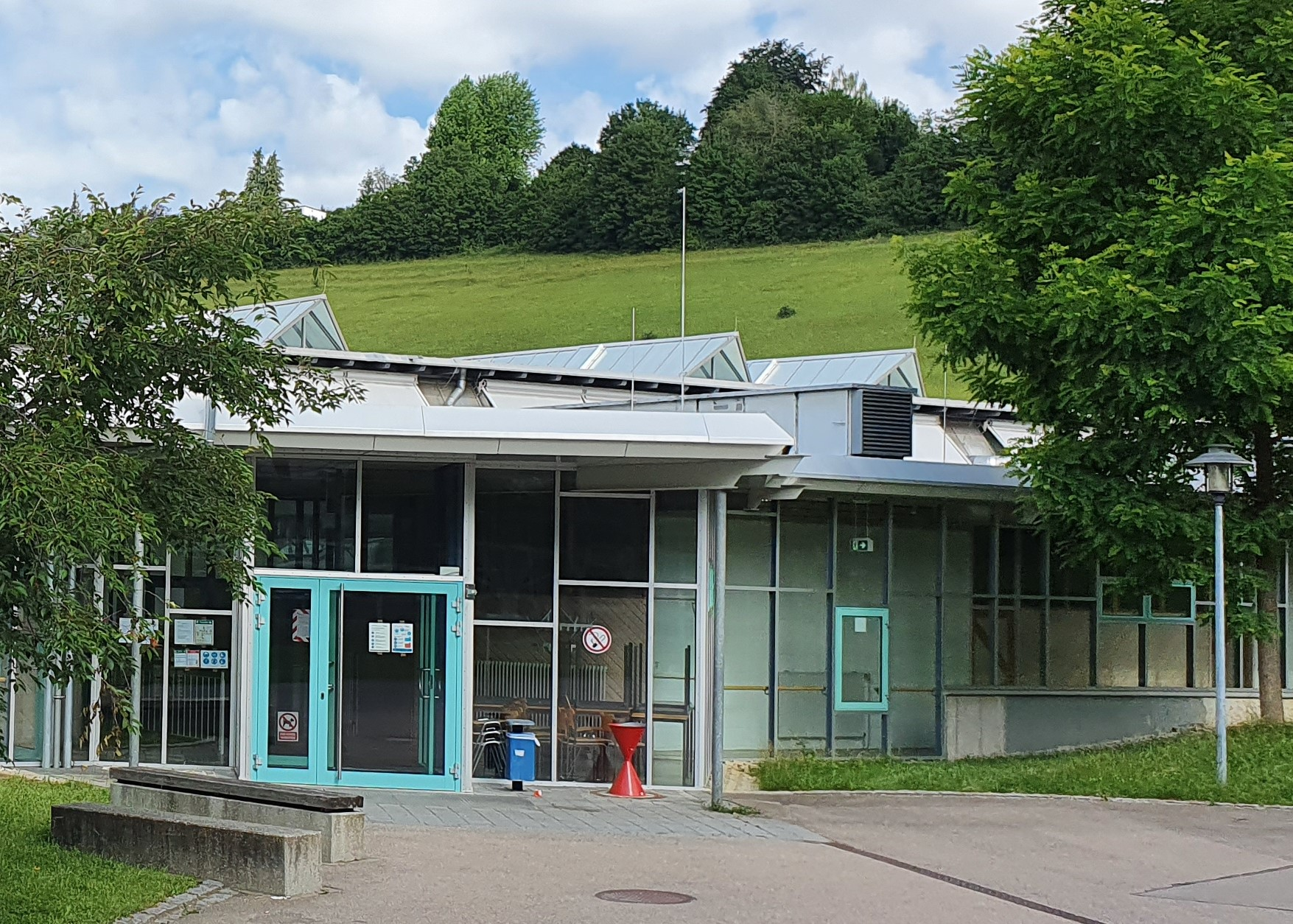
Eingangsbereich der Heidenheimer Landkreishalle

Die 1988 erbaute Landkreishalle des Berufsschulzentrums im Heckental dient Basket-, Hand- und Volleyballern sowie den Badmintonspielern als Spielort.
Die Tennishalleneinweihung am 18. Juni 1977 am Rauhbuch neben den bereits existierenden Bitumenplätzen mit Flutlichtanlage entspannte die räumliche Situation. Im Jahre 1990 wurden die Bitumen-Freiplätze auf Sand umgerüstet.
Auf Anregung von Heidenheims Oberbürgermeister Bernhard Ilg wurde 2002 am Hochberg von einem Streckendesigner eine Bike-Strecke auf den Skihang gebaut. Durch die Arbeit der Radsportabteilung und mit Unterstützung der Stadt Heidenheim entstand dort über die Jahre ein Bikepark. 2017 erfolgte die erstmalige Ausrichtung eines Four Cross Rennens im Rahmen des German 4X Cup. Der Erfolg dieser Veranstaltung war so groß, dass 2018 die Deutsche Meisterschaft im Four Cross am Hochberg ausgetragen wurde.

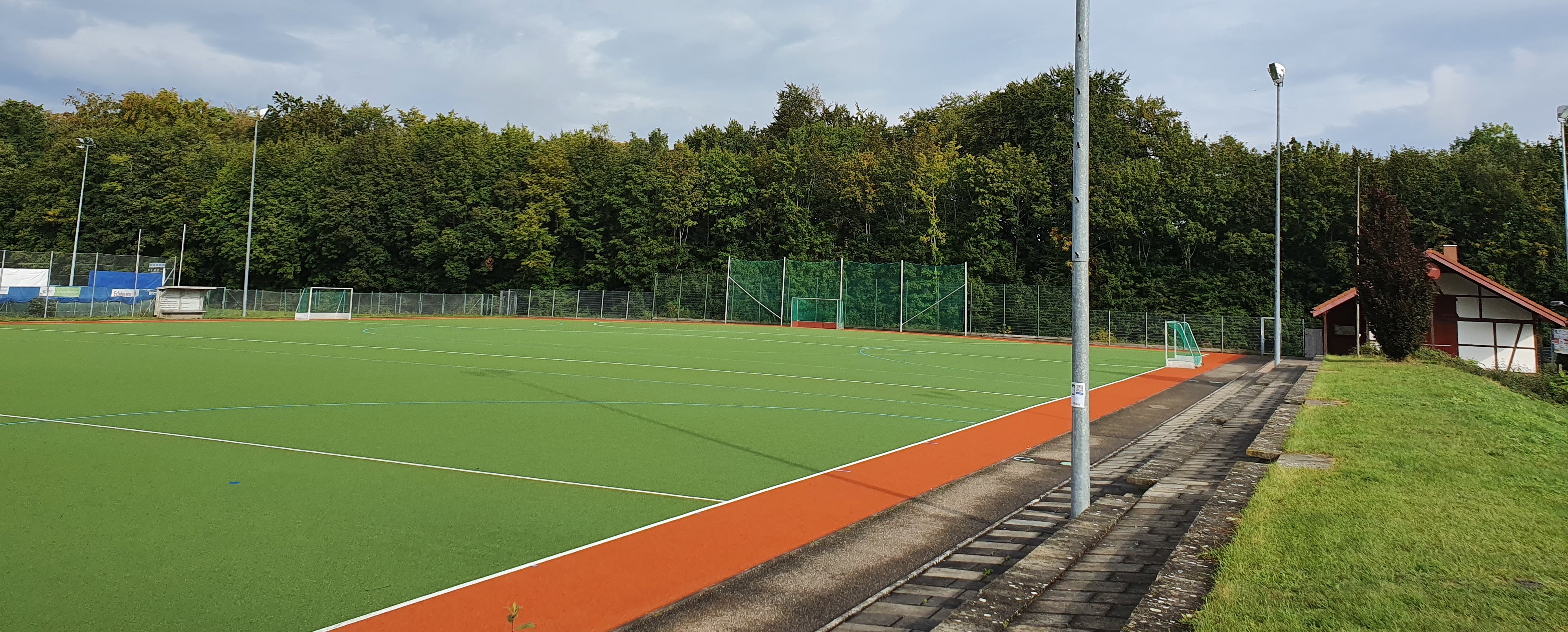
Hockeyplatz in den Heeräckern mit Vereinsheim (ganz rechts im Bild)

Bereits 1963 hatte die Stadt Heidenheim vom Land die Grundstücke in den Heeräckern auf dem Heidenheimer Schlossberg erworben. Anlässlich der Einweihung des Hockeyplatzes Heeräcker fand am 25. Juni 1986 das Länderspiel Deutschland gegen Pakistan statt.

## Kommunikationsmedien
Ostern 1920 erschien die erste Ausgabe der Vereinszeitung, die besonders die passiven Mitglieder und die Interessierten auf dem Laufen halten sollte. Seit der Fusion zum HSB 1846 erschien das Mitteilungsblatt vierteljährlich mit etwa 40–70 Seiten und einer Auflage von mindestens 3000 Exemplaren. Seit 2010 gibt es den zweimal jährlich erscheinenden hsb-Report mit höchstens 3000 Exemplaren.
Neben den klassischen Kommunikationsformen nutzt der HSB eine eigene Webseite
und die Abteilungen darüber hinaus soziale Medien, wie z. B. Facebook (Baseballer, Boxer, Fechter, Handballer, Rhythmische Sportgymnastik, Sambo und Turnen), YouTube oder Twitter.